# Justin Robinson
Justin Jay Robinson (Manhattan (New York), 14 augustus 1968) is een Amerikaanse jazzmuzikant (saxofoon, fluit) van de hardbop.

## Biografie
Robinson, wiens ouders beiden saxofoon resp. klarinet speelden, leerde op 13-jarige leeftijd saxofoon spelen en bezocht de High School of Music and Arts (LaGuardia High School) in New York. Onder de invloed van de muziek van Charlie Parker en Jackie McLean koos hij voor de altsaxofoon. Eerst trad hij op in de Village Gate in de show First Generations of Jazz. Van 1984 tot 1986 behoorde hij tot de McDonald's High School Jazz Band om daarna op 18-jarige leeftijd werkzaam te zijn bij Philip en Winard Harper in diens formatie Harper Brothers. In 1988 haalde Betty Carter hem in haar band.
Vanaf begin jaren 1990 speelde hij o.a. bij Cecil Brooks III, Abbey Lincoln, Diana Ross, Little Jimmy Scott, de Carnegie Hall Jazz Band, de Dizzy Gillespie All Star Band, Kate Higgins, Sam Newsome en vooral bij Roy Hargrove, zowel in diens bigband als ook in diens kwintet. In 1998 werkte hij mee bij het Roland Kirk-project Haunted Melodies. Na zijn platendebuut Justin Time (Verve Records, 1991), waaraan Bobby Watson, Eddie Henderson, Kenny Barron en Gary Bartz meewerkten, verscheen in 1998 het album Challenge, waarop hij o.a. begeleid werd door zijn jeugdvriend Stephen Scott. Robinson woont in New Jersey. Tegenwoordig (2019) leidt hij een kwartet, waartoe Sharp Radway (piano), Alexander Claffy (bas) en Willie Jones III (drums) behoren.